# Nationalepos
Als Nationalepos werden umfangreiche Versdichtungen (Epos) bezeichnet, die für die Identifikation eines Volkes bzw. einer Nation eine so herausragende Bedeutung haben, dass sie als konstitutiv oder zumindest exemplarisch für seine Kulturgeschichte gelten.
Sie handeln oft von der geschichtlichen oder vorzeitlichen Selbstbehauptung eines Heros (Helden), der als Stellvertreter für das Selbstgefühl einer modernen Nation eintritt. Diese Funktion kommt den oft sehr alten Dichtungen meist erst in der Neuzeit zu. Das zwischen 1500 und 1750 völlig vergessene Nibelungenlied wurde beispielsweise im 19. Jahrhundert zum Nationalepos. Im Zeitalter der Nationenbildung im 19. Jahrhundert führte die Nationalidee und das Bedürfnis historischer Verwurzelung der eigenen Überlieferung in vielen jüngeren Nationen zur Neuschöpfung einer nationalen Identifikationsepik.

## Liste der Nationalepen
Die untenstehende Liste führt die Nationalepen einzelner Staaten oder Völker auf, die Entstehungszeit bezieht sich dabei auf die früheste schriftliche Erwähnung, die uns bekannt ist. Viele Nationalepen wurden bereits Jahrhunderte zuvor mündlich überliefert.
| Nationalepen einzelner Nationen |                                                            |                                      |                                   |
| Land/Volk                       | Epos                                                       | Autor                                | Entstehungszeit                   |
| Arabische Welt                  | Taghribat Bani Hilal (تغريبة بني هلال)                     | unbekannt                            | 11. Jh.                           |
| Argentinien                     | El gaucho Martín Fierro                                    | José Hernández                       | 1872                              |
| Armenien                        | Sasna zrer (Draufgänger aus Sasun) (Սասնա ծռեր)            | unbekannt                            | 8. Jh.                            |
| Äthiopien                       | Kebra Negest (ክብረ ነገሥት)                                    | unbekannt                            | 13. Jh.                           |
| Deutschland                     | Nibelungenlied                                             | unbekannt                            | um 1200                           |
| England                         | Artussage                                                  | unbekannt                            | 11. Jh.                           |
| Estland                         | Kalevipoeg                                                 | Friedrich Reinhold Kreutzwald        | 1853                              |
| Finnland                        | Kalevala                                                   | Elias Lönnrot                        | 1835 / 1849                       |
| Frankreich                      | Rolandslied                                                | unbekannt                            | 12. Jh.                           |
| Georgien                        | Vep'his tqaosani (Der Recke im Tigerfell) (ვეფხისტყაოსანი) | Schota Rustaweli                     | 13. Jh.                           |
| Griechenland                    | Ilias (Ἰλιάς) und Odyssee (Ὀδύσσεια)                       | Homer                                | 8. Jh. v. Chr.                    |
| Indien                          | Mahabharata (महाभारत)                                        | unbekannt                            | 4. Jh. v. – 4. Jh. n. Chr.?       |
| Indien                          | Ramayana (रामायण)                                            | unbekannt (laut Legende Valmiki)     | unbekannt (verm. vor Mahabharata) |
| Iran                            | Schahnameh (شاهنامه)                                       | Abū l-Qasem-e Ferdousī               | 10. Jh.                           |
| Irland                          | Táin Bó Cúailnge (Rinderraub von Cooley)                   | unbekannt                            | 11. Jh. – 14. Jh.                 |
| Island                          | Edda (Óðr)                                                 | unbekannt                            | 13. Jh.                           |
| Italien                         | Göttliche Komödie                                          | Dante Alighieri                      | 13. Jh.                           |
| Kirgisistan                     | Manas                                                      | V. V. Radlow                         | 1885                              |
| Kurdisches Volk                 | Mem û Zîn                                                  | Ehmedê Xanî                          | 17. Jahrhundert                   |
| Ladiner                         | Reich der Fanes                                            | unbekannt                            | unbekannt                         |
| Lettland                        | Lāčplēsis (Der Bärentöter)                                 | Andrejs Pumpurs                      | 1888                              |
| Litauen                         | Witolorauda (Klage des Witold)                             | Józef Ignacy Kraszewski (Kraševskis) | 1840                              |
| Polen                           | Pan Tadeusz                                                | Adam Mickiewicz                      | 1834                              |
| Portugal                        | Os Lusíadas                                                | Luís de Camões                       | 1572                              |
| Römisches Reich                 | Aeneis                                                     | Vergil                               | 1. Jh. v. Chr.                    |
| Rumänien                        | Țiganiada sau Tabăra țiganilor                             | Ion Budai-Deleanu                    | 19. Jh.                           |
| Russland und Ukraine            | Igorlied (Слово о полку Игореве)                           | unbekannt                            | Ende 12. Jh.                      |
| Schweden                        | Frithjofssage                                              | Esaias Tegnér                        | 1825                              |
| Schweiz                         | Wilhelm Tell                                               | Friedrich Schiller                   | 1804                              |
| Spanien                         | El Cantar de Mio Cid                                       | unbekannt                            | 12. Jh.                           |
| Thailand                        | Ramakien (รามเกียรติ์)                                        | verschiedene Versionen               | 18. Jh.                           |
| Tibet                           | Gesser Chan (གླིང་གེ་སར་སྒྲུང)                                   | unbekannt                            | 11. Jh.                           |
| Tirol                           | König Laurins Rosengarten                                  | unbekannt                            | Mittelalter                       |
| Türkei                          | Das Buch des Dede Korkut (Dede Korkut Destanları)          | unbekannt                            | 15. Jh.                           |